# Adrian Bumbescu
Adrian Bumbescu (ur. 23 lutego 1960 w Krajowie) – rumuński piłkarz, występujący na pozycji środkowego obrońcy, i trener piłkarski.
Jest jedynym zawodnikiem w historii, który zdobył tytuły mistrza Rumunii z trzema różnymi klubami – w 1980 z Universitateą Craiova, w 1982 z Dinamem Bukareszt oraz pięciokrotnie ze Steauą Bukareszt. Ponadto był podstawowym zawodnikiem Steauy, kiedy ta w drugiej połowie lat 80. triumfowała w Pucharze Mistrzów oraz Superpucharze Europy, a także awansowała do półfinału i – ponownie – do finału Pucharu Mistrzów. W 1992 roku po tym, jak władze klubu odmówiły przedłużenia kontraktu, odszedł do FC Callatis Mangalia, a następnie w 1993 do drugoligowej Steauy Mizil.

## Sukcesy piłkarskie
- mistrzostwo Rumunii 1980 z Universitateą Craiova
- mistrzostwo Rumunii 1982 oraz Puchar Rumunii 1982 z Dinamem Bukareszt
- mistrzostwo Rumunii 1985, 1986, 1987, 1988 i 1989, Puchar Rumunii 1985, 1987, 1988, 1989 i 1992, Puchar Mistrzów 1986, Superpuchar Europy 1987, półfinał Pucharu Mistrzów 1988 oraz finał Pucharu Mistrzów 1989 ze Steauą Bukareszt

W I lidze rumuńskiej rozegrał 316 meczów i strzelił 4 gole.